# Gunter Sieniawski
Gunter Sieniawski z Sieniawy, właściwie Guncerz z Sieniawy i Wojniłowa herbu Leliwa, (ur. XV w. i zm. ok. 1494) – asesor lwowskich sądów: grodzkiego i ziemskiego (od 1445), zastępca sędziego grodzkiego we Lwowie (1458), podstarości lwowski (1466), asesor królewskiego sądu nadwornego we Lwowie (1470), komornik sądu ziemskiego halickiego (1474–1475), sędzia ziemski halicki (1472–1479), sędzia ziemski lwowski (1478).
Za wojenne zasługi w wojnie pruskiej król Kazimierz IV Jagiellończyk w Nieszawie zezwolił mu razem z bratem wykupić z zastawu dobra królewskie Wojniłów, Tomaszowce i Dorohów w powiecie halickim (1454). Od króla uzyskał zapisy pieniężne na wsi Ihnasków w starostwie halickim (1461 i 1487) i na Dobrzanach (przed 1464) oraz zgodę na wykupienie z zastawu dóbr Lubcza czyli Łubiana i Huniatycze w województwie ruskim (1467). Otrzymał również zgodę na wykupienie dóbr królewskich Bakowce, Trybuchowce, Rzepiechów i Lubcza oraz folwarków Kuczałowe w Księżym Polu w ziemi lwowskiej (1482).
Często zaniedbywał wywiązywanie się z ciążących nań z tego tytułu świadczeń, za co starosta halicki skazywał go na kary królewskie (1485,1489,1491).
Ojciec Anny, Jadwigi, Katarzyny, Rafała i Jana.